# Jordi II Xifilí
Jordi II Xifilí (en llatí Georgius Xiphilinus en grec Γεώργιος ὁ Ξιφιλῖνος) fou patriarca de Constantinoble entre els anys 1191 i 1198.
Va deixar escrites algunes obres de caràcter jurídic, la més important de les quals és esmentada amb el títol De Juribus Territoriorum, que fou publicada per Leunclavius a Jus Graeco-Romanum, volúm 1. pàgina 283. El menciona Fabricius a la Bibliotheca Graeca.